# Bal Tabarin
Pour les articles homonymes, voir Tabarin (homonymie).

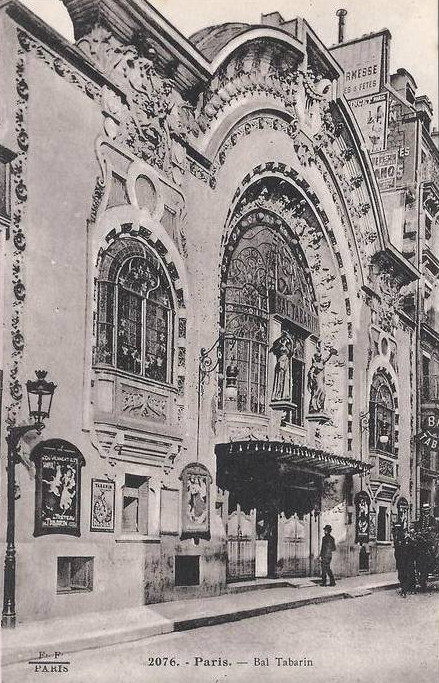
Le cabaret Bal Tabarin en 1904.

Le Bal Tabarin est un cabaret parisien situé au 36, rue Victor-Massé dans le 9e arrondissement au pied de Montmartre, actif de 1904 à 1953.

## Historique

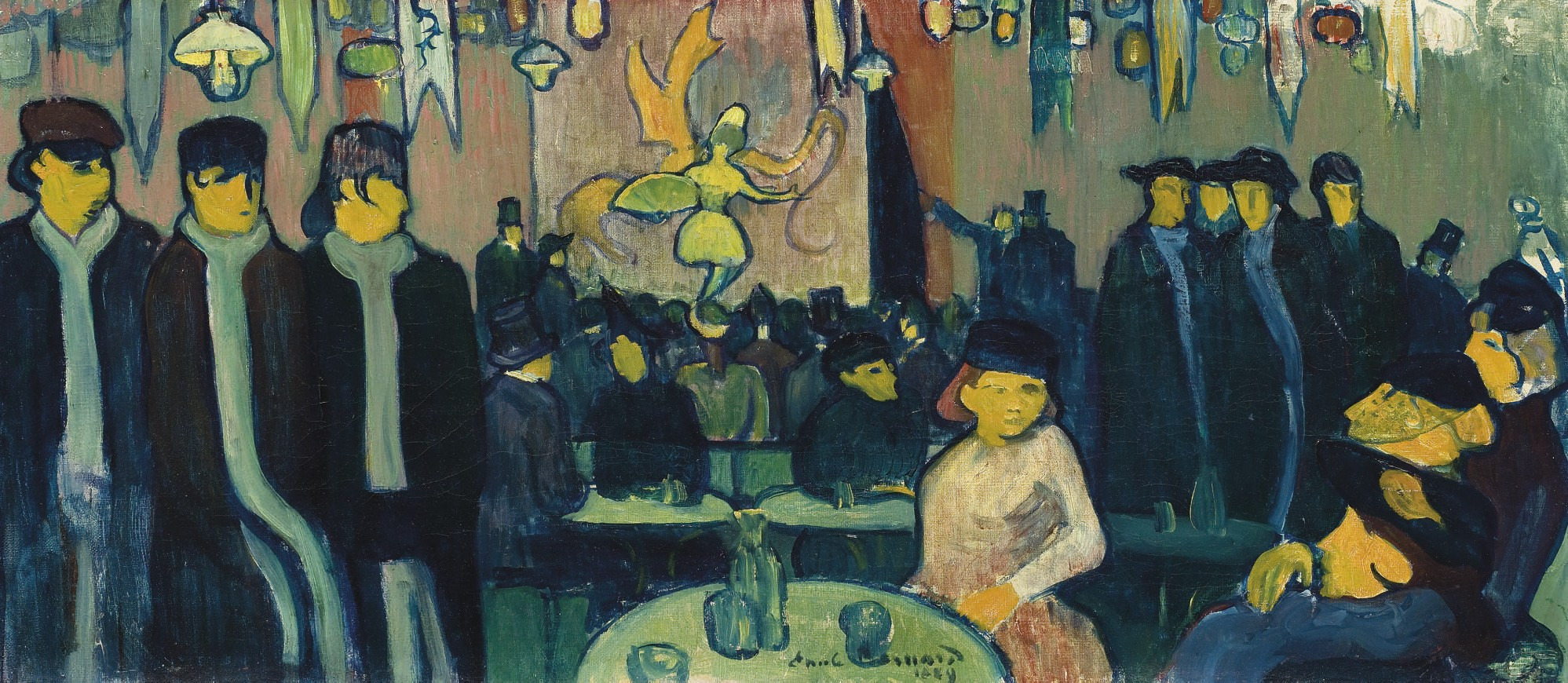
Émile Bernard, Le Tabarin ou Cabaret à Paris (1889).

Fondé en 1904 par le compositeur et chef d'orchestre Auguste Bosc, il est construit sur l'emplacement de baraques de fortune près d'un cabaret de chansonniers, le Tréteau de Tabarin. Le nom fait référence au comédien et bateleur de foire du début du XVIIe siècle : Antoine Girard surnommé Tabarin.

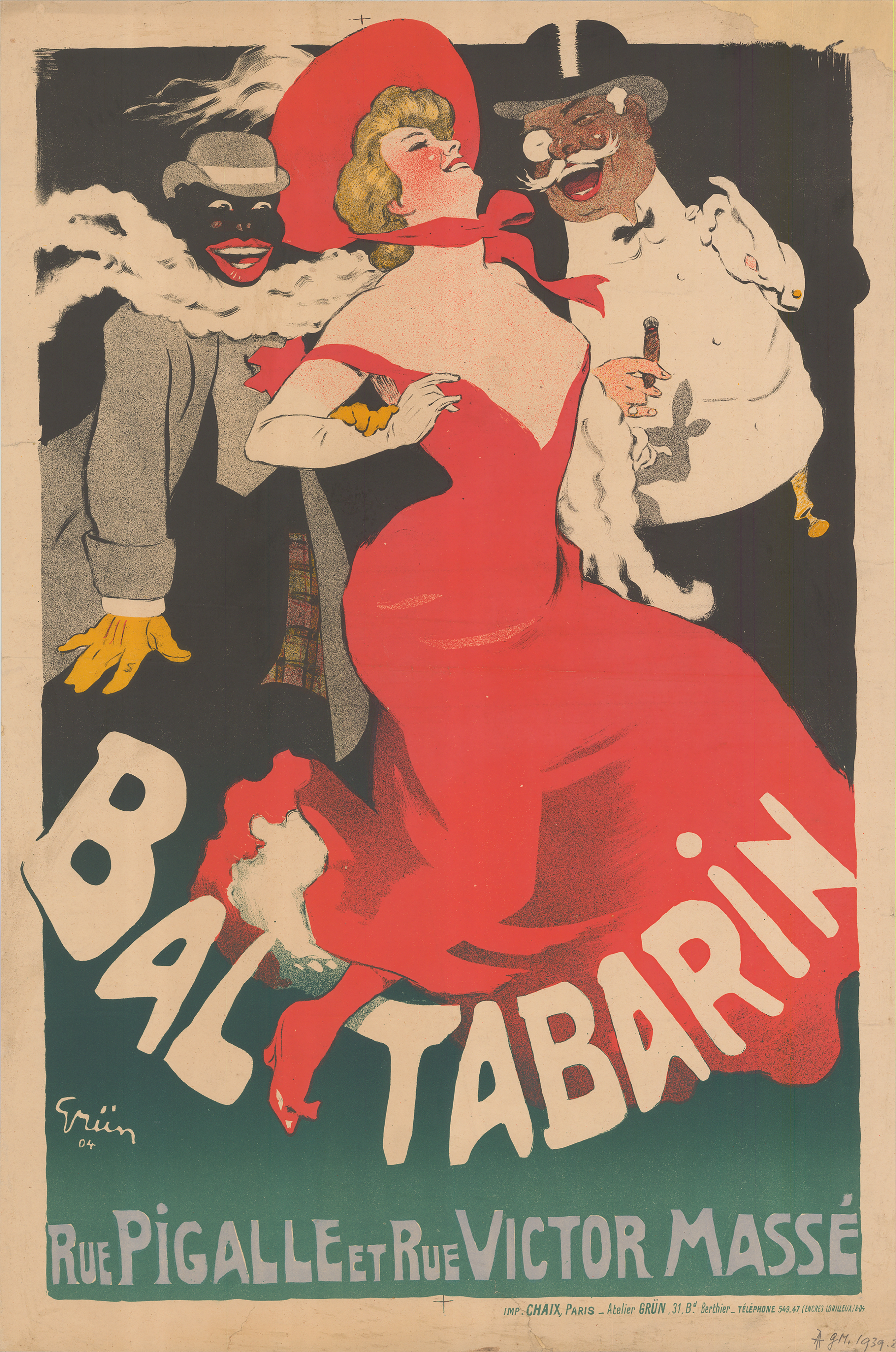
Affiche pour le bal Tabarin par J.-A. Grün, 1904.

Dès l'ouverture, le succès est immédiat. Le « Tout Paris » s'y précipite pour danser au rythme de partitions agrémentées de bruits divers : trompe d'auto, coups de revolver, participer à des bals costumés ou à des batailles de fleurs, ou encore assister à des concours fantaisistes. En 1915, alors que le Moulin-Rouge est ravagé par un incendie, Auguste Bosc accueille son French cancan, participant à l'essor du Bal Tabarin.
En 1921, le Moulin-Rouge est reconstruit et la clientèle du Tabarin est en baisse. Deux ans plus tard, en 1923, sur ordre du président du Conseil, Raymond Poincaré, le Bal Tabarin est temporairement fermé pour discrimination, après que le Dahoméen Kojo Tovalou Houénou eut été expulsé à la suite d'un incident raciste,.
En 1928, Auguste Bosc cède l'établissement à Pierre Sandrini, directeur artistique du Moulin-Rouge, et à son associé Pierre Dubout. Ils transforment la salle de fond en comble, détruisent la décoration Art nouveau existante pour en créer une nouvelle avec les artistes les plus en vogues comme Gir et Erté. Ils installent une machinerie permettant de faire monter, depuis les sous-sols, les décors pour les revues à grand spectacle (music-hall). De cette année 1928, date l'affiche publicitaire Tabarin, œuvre de Paul Colin. L'âge d'or du bal Tabarin de 1929 à 1949.
Durant l'occupation allemande, de 1940 à 1944, l'établissement est très fréquenté par les officiers de la Wehrmacht. Le Pariser Zeitung leur indique que se joue au Bal Tabarin l’un des meilleurs spectacles érotiques de Paris. La fille de Pierre Sandrini, Anne-Marie Sandrini, précise à ce propos : « Ils n’interdisaient pas aux officiers allemands de venir, bien sûr. Mais ils n’ont pas demandé de faveur spéciale, comme de pouvoir rester ouvert au-delà de 23 heures. Et mon père a caché des danseuses juives. À la Libération, des résistants FFI sont montés un jour à Tabarin pour l’invectiver. Il leur a parlé, cela n’est pas allé plus loin. Il n’y avait rien à lui reprocher. ».
Parmi les artistes qui se produisent au Bal Tabarin, on peut entre autres citer le guitariste Django Reinhardt, les chanteuses Joséphine Baker, Damia, Suzy Delair, Zizi Jeanmaire et Juliette Gréco, Jacques Tati.
En 1949, l'établissement est racheté par les frères Clerico, propriétaires du Moulin-Rouge et qui s'en désintéressent. Il est fermé en 1953, adjugé, et finalement démoli en 1966 pour être remplacé par un immeuble et un supermarché (aujourd'hui un magasin d'instruments de musique). 
Depuis 2023, une plaque commémorative rappelle l'existence du Bal Tabarin au 36, rue Victor-Massé, dans le 9e arrondissement de Paris.

## Le Bal Tabarin dans la culture
Le Tabarin est cité dans plusieurs chansons :
- Timélou lamélou de Georgette Plana[7]
- Si tu veux… Marguerite d'Harry Fragson (1913)
- La duchessa del Bal Tabarin, opérette de Carlo Lombardo (it) (1915)[8], adaptée au cinéma par Giovanni Grimaldi en 1976 dans Frou-frou del tabarin.
- Le P'tit Bal du samedi soir de Jean Dréjac, Jean Delettre et Charles Borel-Clerc (1946)[9]
- Les Demoiselles de Tabarin, pièce pour piano de Jacques de La Presle (1959)
- Inventaire 66 de Michel Delpech (1966), qui évoque « Un Tabarin en moins, un Palladium en bus »[1]

Le Tabarin est également cité au chapitre IV de l'ouvrage Le Chemin de Buenos Aires d'Albert Londres, ainsi que dans le poème de Paul Éluard, « Au Bal Tabarin » dans Les Mains libres (1937).

## Galerie

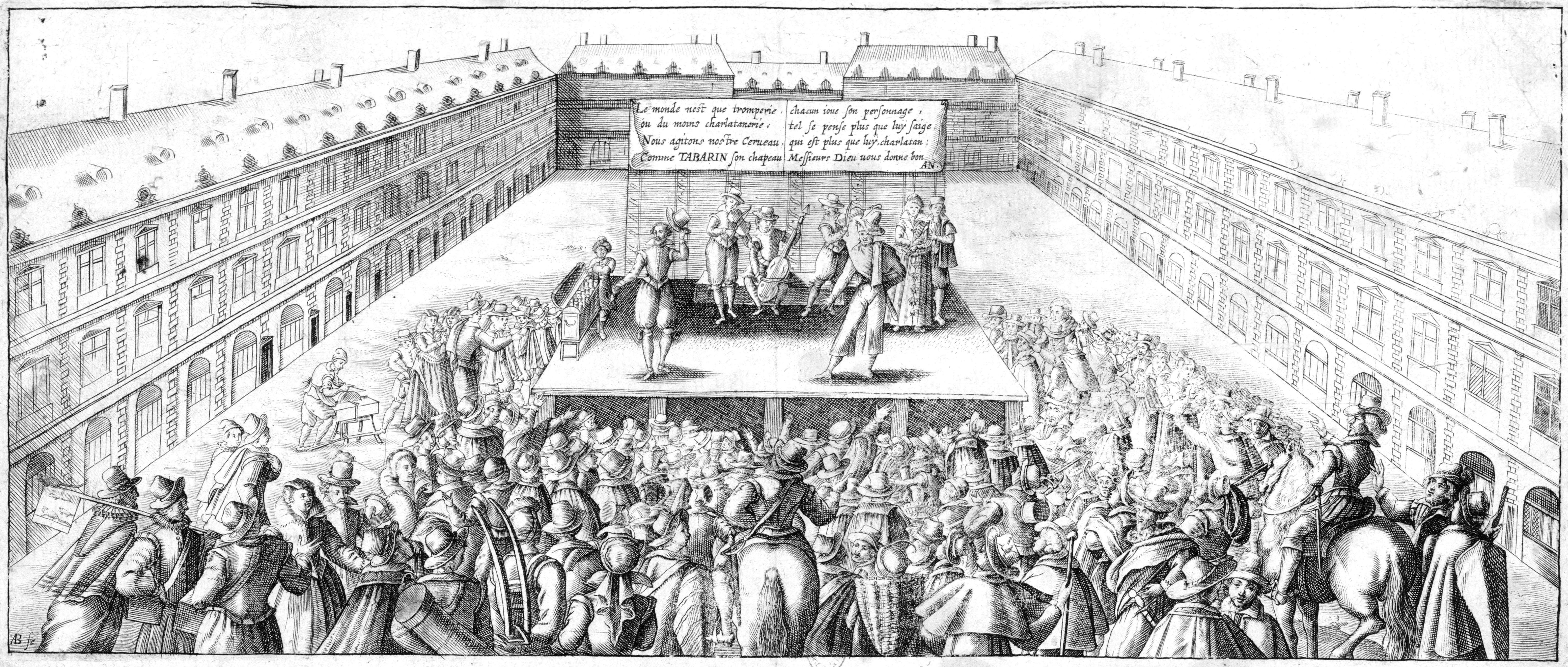
Théâtre de Tabarin par Abraham Bosse, XVIIe.
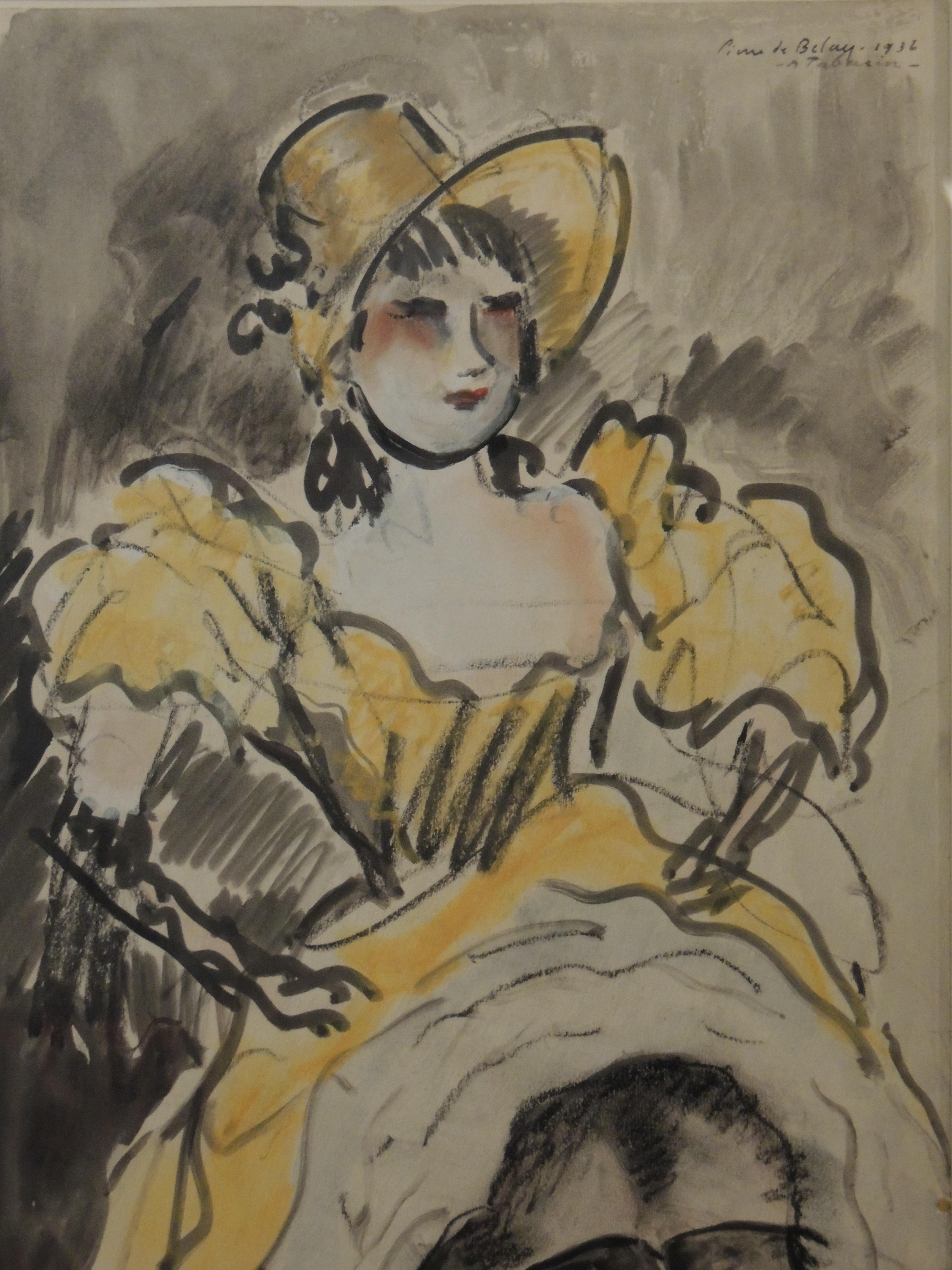
Danseuse au Bal Tabarin par Pierre Savigny de Belay, 1904.
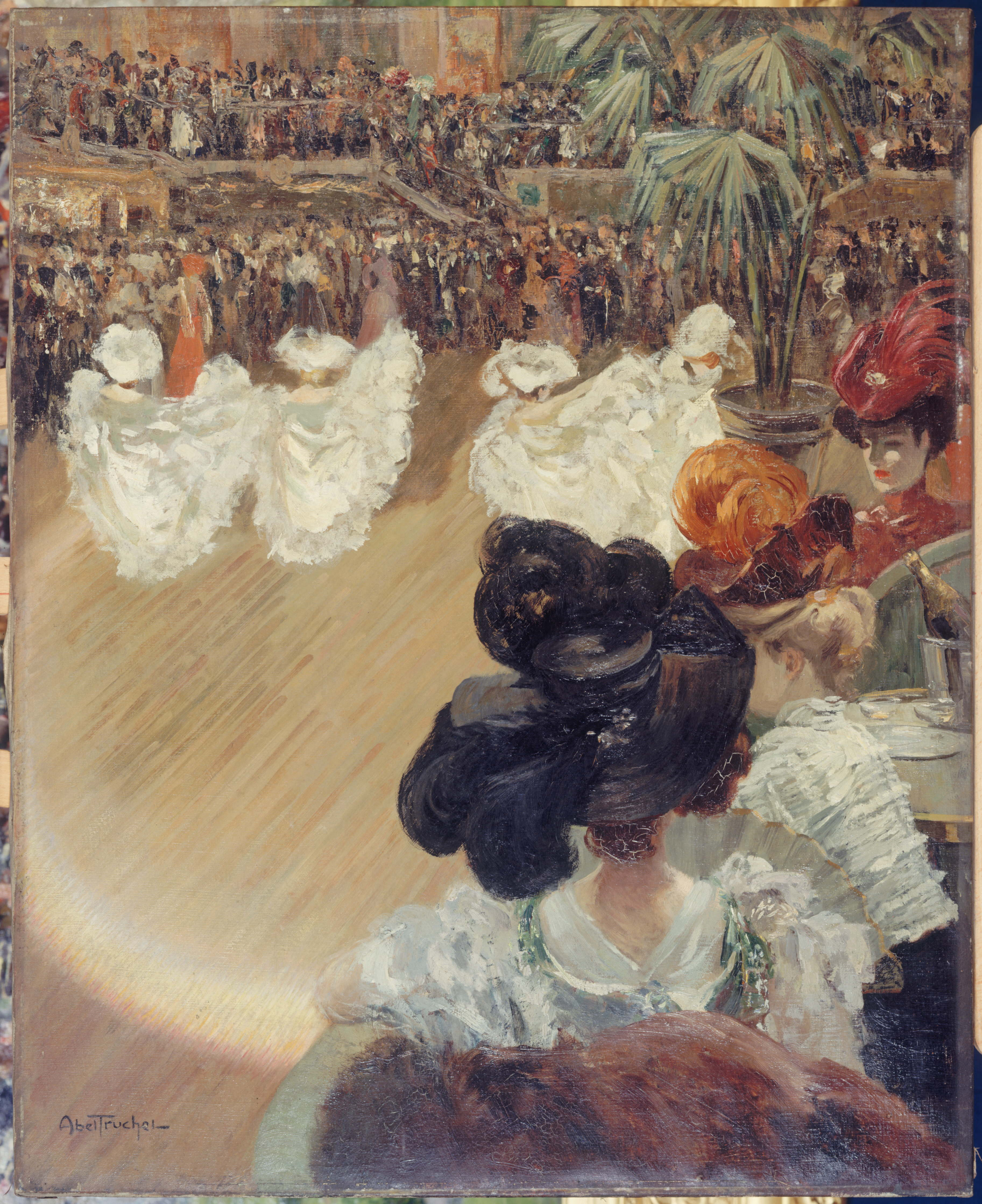
Quadrille au bal Tabarin par Louis Abel-Truchet, av. 1918.
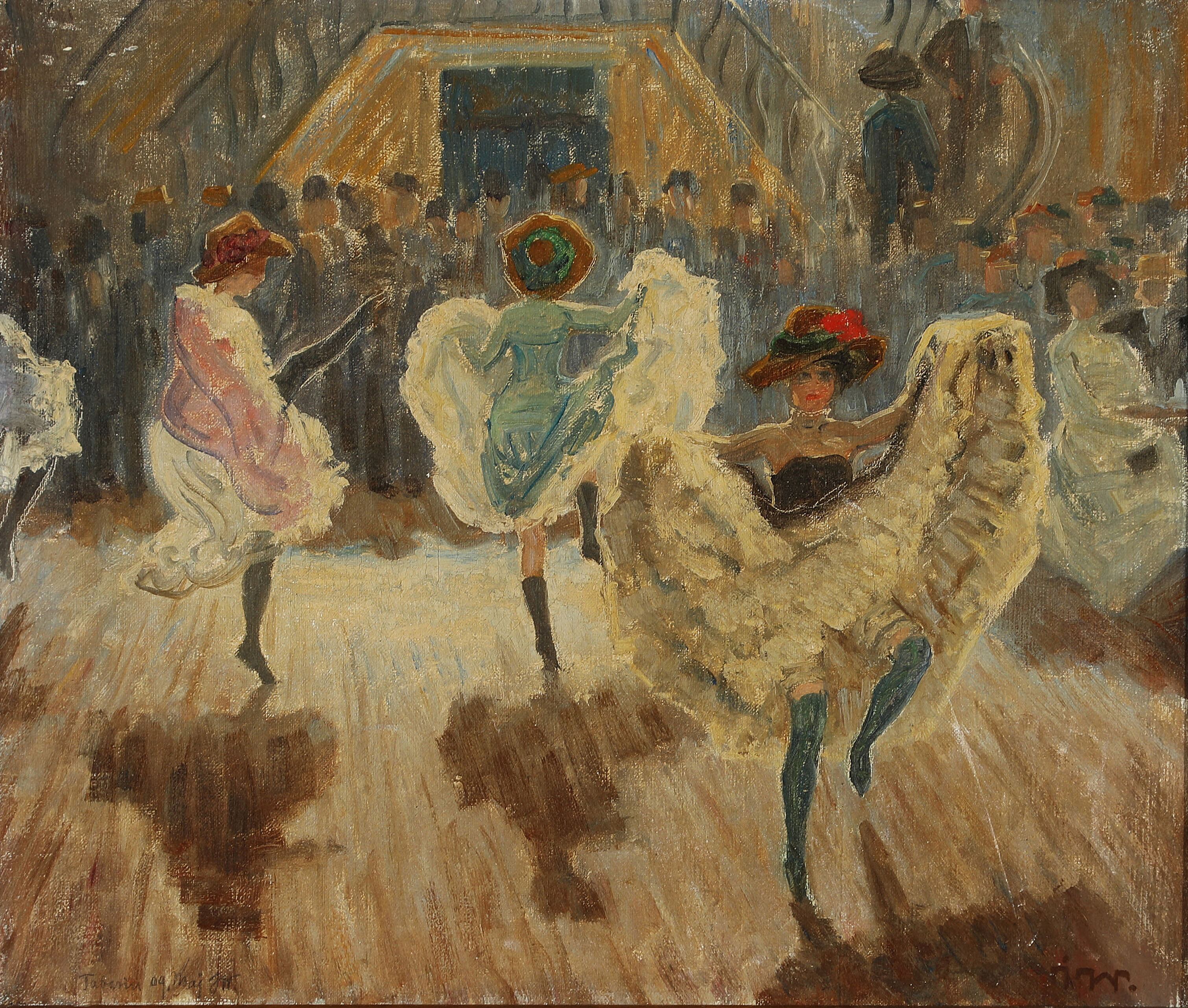
Bal Tabarin par Johannes Wilhjelm, 1909.
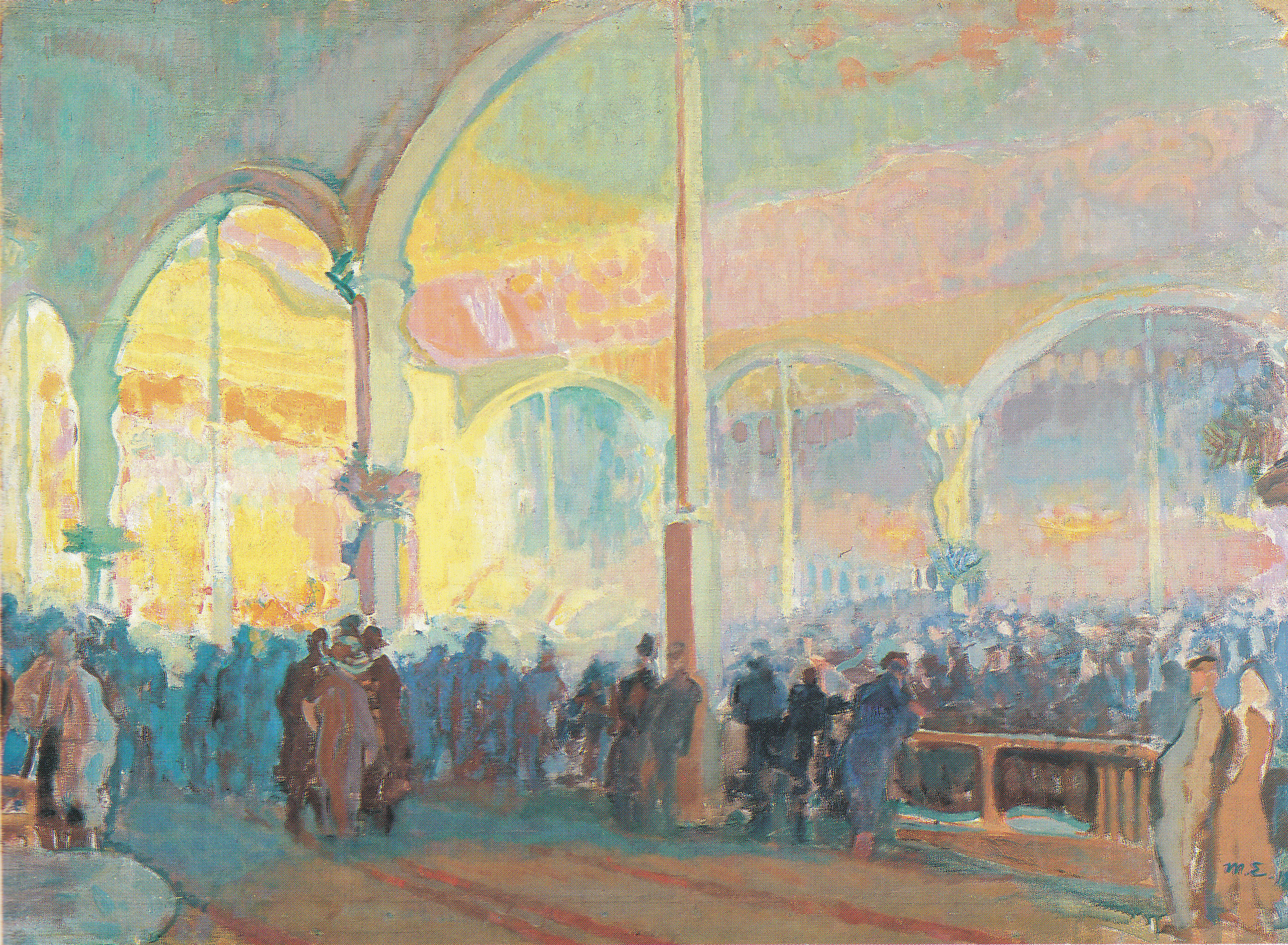
Bal Tabarin par Magnus Enckell, 1912.
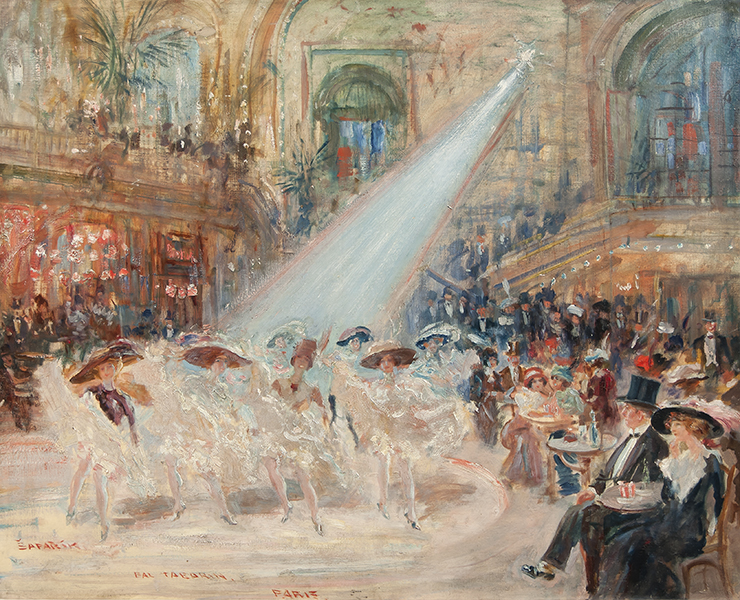
Bal Tabarin à Paris par (cs) Jan Šafařík, av. 1915.
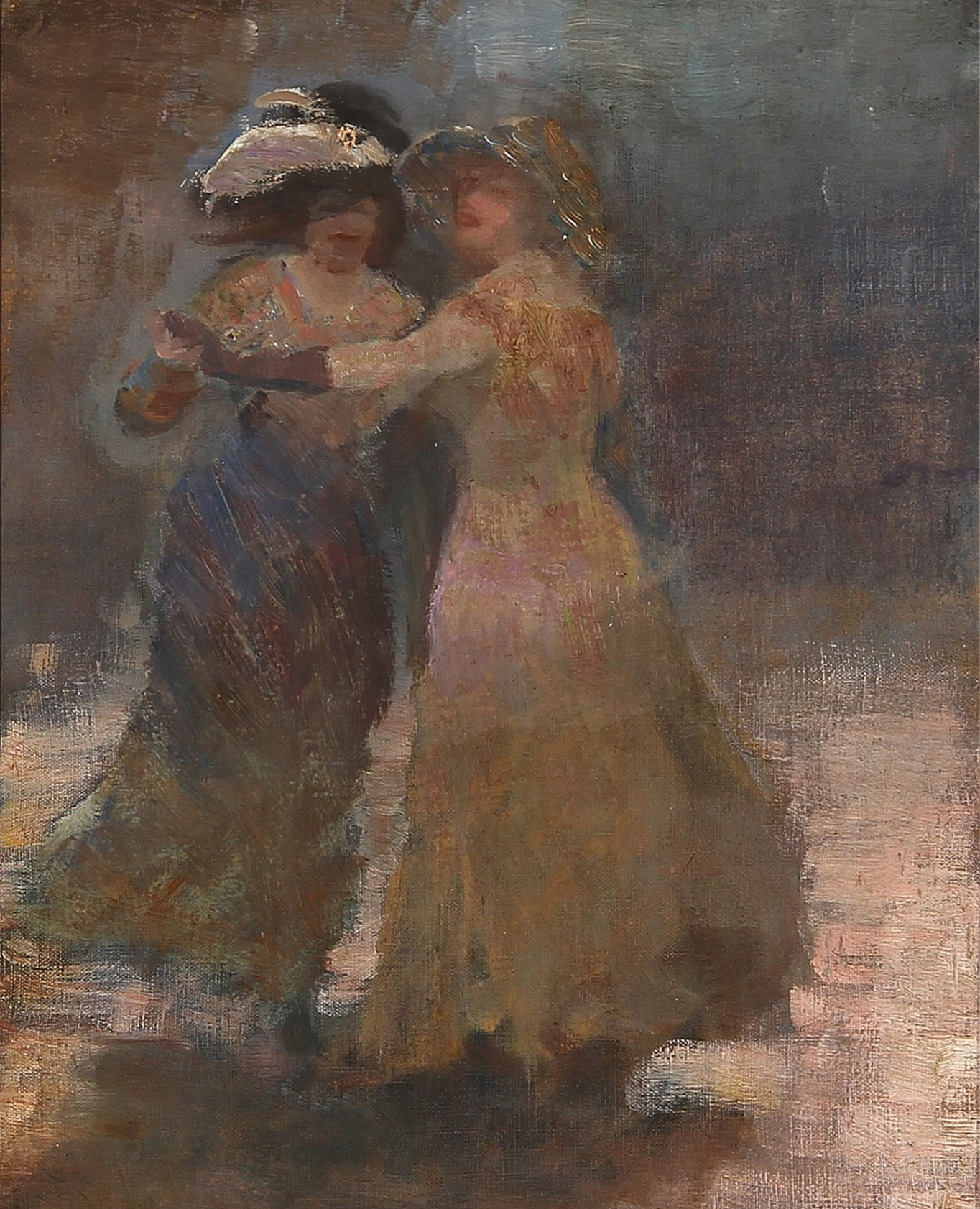
Bal Tabarin par Julius Paulsen, 1916.
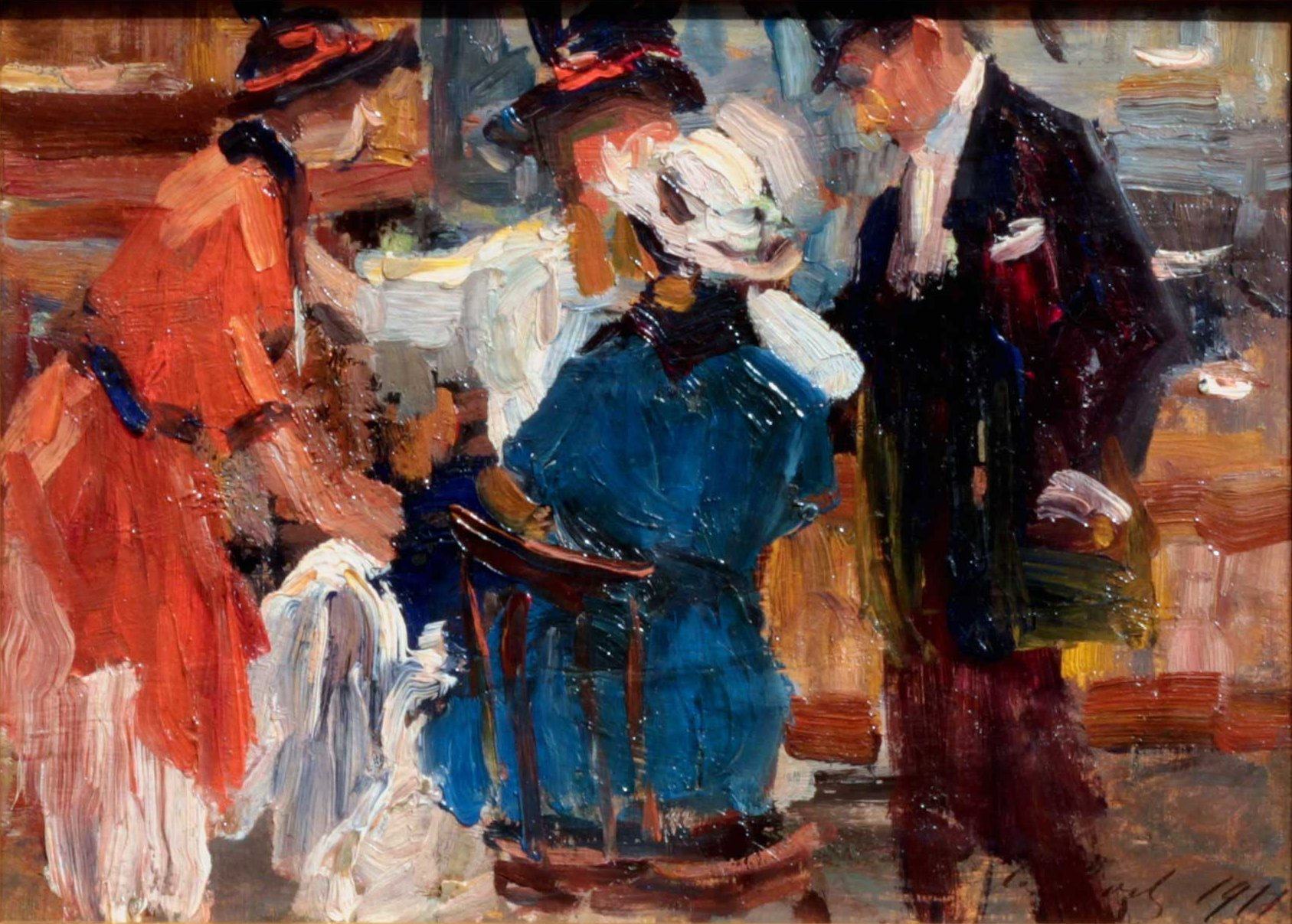
Étude à Tabarin par Élie Anatole Pavil (1873-1948).
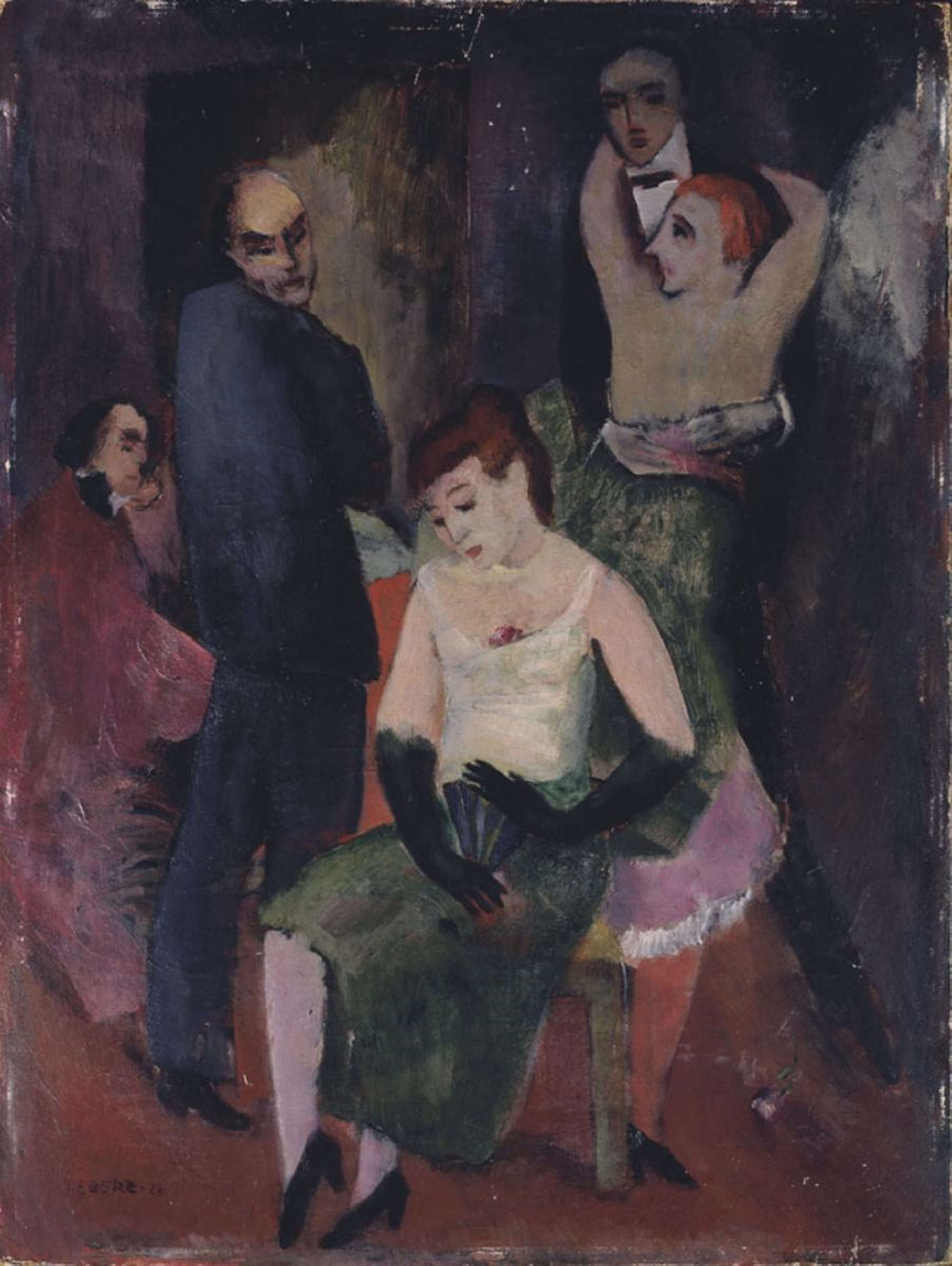
Tabarin par Josef Eberz, 1924.

## Source
- Jean-Paul Caracalla, Montmartre, éditions Pierre Bordas et Fils, 1995.

## Liens
- Le Bal Tabarin.
- Bal Tabarin, peint dans l'entre-deux-guerres par Chrysis Jungbluth.
- Django Reinhardt au Tabarin en 1944.